# Division Nationale 2025-2026
La Division Nationale 2025-2026, nota anche come BGL Ligue 2025-2026 per motivi di sponsorizzazione, sarà la 112ª edizione della massima serie del campionato lussemburghese di calcio. La competizione inizierà il 3 agosto 2025 e terminerà il 25 maggio 2026. La squadra campione in carica è il Differdange 03.

## Stagione

### Novità
Al termine della stagione precedente sono state retrocesse Sporting Bettembourg, Mondercange, Fola Esch e Wiltz 71, ultime quattro classificate del campionato. Al loro posto dalla Promotion d'Honneur sono state promosse Mamer 32, Käerjeng 97, Atert Bissen (debuttante in massima serie) e Jeunesse Canach.

### Formula
Le sedici squadre partecipanti si affrontano in un girone all'italiana con partite di andata e ritorno, per un totale di 30 giornate. Al termine del campionato la prima classificata è designata campione del Lussemburgo e ammessa alla UEFA Champions League 2026-2027, mentre seconda e terza ottengono la qualificazione alla UEFA Conference League 2026-2027 insieme con la vincente della coppa nazionale.
Le ultime due classificate vengono retrocesse direttamente in Promotion d'Honneur, mentre la tredicesima e la quattordicesima classificata affrontano, rispettivamente, la quarta e la terza classificate in Promotion d'Honneur in uno spareggio promozione/retrocessione per la permanenza in massima serie.

## Squadre partecipanti
| Club               | Città             | Stagione precedente       |
| ------------------ | ----------------- | ------------------------- |
| Atert Bissen       | Bissen            | Promotion d'Honneur       |
| Differdange 03     | Differdange       | Campione di Lussemburgo   |
| F91 Dudelange      | Dudelange         | 3° in Division Nationale  |
| Hostert            | Niederanven       | 10° in Division Nationale |
| Jeunesse Canach    | Canach            | Promotion d'Honneur       |
| Jeunesse Esch      | Esch-sur-Alzette  | 8° in Division Nationale  |
| Käerjeng 97        | Bascharage        | Promotion d'Honneur       |
| Mamer 32           | Mamer             | Promotion d'Honneur       |
| Mondorf            | Mondorf-les-Bains | 7° in Division Nationale  |
| Progrès Niedercorn | Differdange       | 5° in Division Nationale  |
| Rodange 91         | Pétange           | 12° in Division Nationale |
| RU Luxembourg      | Lussemburgo       | 4° in Division Nationale  |
| Swift Hesperange   | Hesperange        | 6° in Division Nationale  |
| UNA Strassen       | Strassen          | 2° in Division Nationale  |
| UT Pétange         | Pétange           | 9° in Division Nationale  |
| Victoria Rosport   | Rosport           | 11° in Division Nationale |

## Classifica
|                        | Pos. | Squadra            | Pt | G | V | N | P | GF | GS | DR |
| ---------------------- | ---- | ------------------ | -- | - | - | - | - | -- | -- | -- |
| Lussemburgo (bandiera) | 1.   | Atert Bissen       | 0  | 0 | 0 | 0 | 0 | 0  | 0  | 0  |
|                        | 2.   | Differdange 03     | 0  | 0 | 0 | 0 | 0 | 0  | 0  | 0  |
|                        | 3.   | F91 Dudelange      | 0  | 0 | 0 | 0 | 0 | 0  | 0  | 0  |
|                        | 4.   | Hostert            | 0  | 0 | 0 | 0 | 0 | 0  | 0  | 0  |
|                        | 5.   | Jeunesse Canach    | 0  | 0 | 0 | 0 | 0 | 0  | 0  | 0  |
|                        | 6.   | Jeunesse Esch      | 0  | 0 | 0 | 0 | 0 | 0  | 0  | 0  |
|                        | 7.   | Käerjeng 97        | 0  | 0 | 0 | 0 | 0 | 0  | 0  | 0  |
|                        | 8.   | Mamer 32           | 0  | 0 | 0 | 0 | 0 | 0  | 0  | 0  |
|                        | 9.   | Mondorf            | 0  | 0 | 0 | 0 | 0 | 0  | 0  | 0  |
|                        | 10.  | Progrès Niedercorn | 0  | 0 | 0 | 0 | 0 | 0  | 0  | 0  |
|                        | 11.  | Rodange 91         | 0  | 0 | 0 | 0 | 0 | 0  | 0  | 0  |
|                        | 12.  | RU Luxembourg      | 0  | 0 | 0 | 0 | 0 | 0  | 0  | 0  |
|                        | 13.  | Swift Hesperange   | 0  | 0 | 0 | 0 | 0 | 0  | 0  | 0  |
|                        | 14.  | UNA Strassen       | 0  | 0 | 0 | 0 | 0 | 0  | 0  | 0  |
|                        | 15.  | UT Pétange         | 0  | 0 | 0 | 0 | 0 | 0  | 0  | 0  |
|                        | 16.  | Victoria Rosport   | 0  | 0 | 0 | 0 | 0 | 0  | 0  | 0  |

Legenda
      Campione del Lussemburgo e ammessa alla UEFA Champions League 2026-2027.
      Ammessa alla UEFA Conference League 2026-2027.
 Ammessa ai play-off promozione/retrocessione.
      Retrocessa in Éirepromotioun 2026-2027.
Regolamento:
Tre punti a vittoria, uno a pareggio, zero a sconfitta.
Note: